# Nicolau (metge)
Nicolau (en llatí Nicolaus, en grec antic Νικόλαος) va ser un metge grec que Galè menciona, i es creu que va viure al segle ii o abans. Segurament és el mateix del qual Paule Egineta en transmet diverses fórmules mèdiques i també Nicolau Mirepsos. Fabricius diu que Aeci va parlar d'un autor de llibres de farmàcia del mateix nom.